# Sankt Teodors kyrka
Sankt Teodors kyrka, (grekiska: Εκκλησία των Αγίων Θεοδώρων) även kallad Vackra kyrkan, (Όμορφη Εκκλησιά) är en liten grekisk-ortodox kyrkobyggnad belägen i den norra delen på ön Egina, strax utanför staden Aten, i Grekland.
Kyrkan är helgad åt helgonet och martyren Sankt Teodor av Amasea.

## Historik
Sankt Teodors kyrka byggdes troligen någonstans under 1100-talet. Enligt en inskription gemomgick kyrkan en renovering 1289.

## Kyrkan
Kyrkan är enskeppig.